# Optical Communications and Sensor Demonstration
Optical Communications and Sensor Demonstration, généralement désignée par son acronyme OCSD, est une expérience destinée à tester un terminal optique spatial compact. Cet équipement développé dans le cadre d'un programme de la NASA a été testé à bord de trois CubeSats de format 1,5U placés en orbite en 2015 (prototype) et 2017 (engins opérationnels). Les expériences de liaison optique avec une station terrienne équipée d'un télescope ayant une ouverture de 30 centimètres ont permis d'atteindre un débit de 200 mégabits/seconde.  

## Contexte
La technique des communications optiques par laser constitue une des solutions envisagées pour supprimer le goulot d'étranglement des liaisons entre le satellite et le sol rencontrées avec la technologie actuelle reposant sur les ondes radio. L'utilisation de la fréquence optique transmettre des données peut  accroitre d'un facteur de 10 à 100 le débit de données. De manière cruciale pour les satellites de petite taille, il permet d'alléger de manière substantielle la masse et la consommation d'énergie des équipements utilisés pour les communications. Toutefois, au début des années 2010, la technologie des liaisons optiques dans l'espace est encore au stade expérimental.
OCSD est un projet de la NASA qui s'inscrit dans une suite d'expériences technologiques menées par l'agence spatiale sur l'utilisation des liaisons optiques :  LLCD  (2013) liaison optique entre une sonde spatiale (LADEE) en orbite autour de la Lune et une station de réception terrestre, OPALS (2014) liaison optique entre la Station spatiale internationale et une station de réception terrestre, LCRD (depuis 2021) test d'une liaison optique passant par un satellite relais en orbite géostationnaire.

## Caractéristiques techniques
L'expérience est embarquée sur un nano-satellite de type CubeSat 1,5U (10  x 10   x 17 centimètres) d'une masse d'environ 2,31 kilogrammes fourni par la société Aerospace Corporation implantée à El Segundo en Californie. Contrairement aux terminaux optiques embarqués jusque là, la tête optique des satellites OCSD n'est pas orientable de manière indépendante pour obtenir la précision de pointage nécessaire vers la station de réception sur Terre. Le pointage est uniquement pris en charge par le système de contrôle d'attitude du CubeSat qui est optimisé pour permettre une précision de 0,05 degré soit 20 fois mieux que les performances habituelles de ces nano-satellites. Ces performances sont obtenues par le recours à une paire de viseurs d'étoiles miniaturisés. La suppression d'un système de pointage indépendant permet d'alléger de manière substantielle le volume et la masse du terminal optique embarqué,. 
Pour réaliser la liaison optique avec la station terrienne le CubeSat OCSD-B dispose d'un laser d'une puissance de 2 Watts émettant un rayon dans la longueur d'onde 1064 nanomètres (proche infrarouge) avec une divergence du faisceau de 0,05 FWHM ainsi que d'un système de réception de la liaison montante laser. Pour le contrôle d'attitude le nano-satellite dispose outre les deux viseurs d'étoiles, de 6 capteurs solaires à deux axes, quatre senseurs de d'horizon terrestre, un senseur de nadir terrestre, deux magnétomètres tri-axial, deux gyromètres tris axial, trois magnéto-coupleurs et trois roues de réaction. Les autres équipements sont un récepteur GPS, une mémoire de masse de type mémoire flash de 8 gigaoctets, un système de calcul distribué comprenant 20 microprocesseurs et trois circuits logiques programmables, un télémètre laser, trois balises de type Led bleu, une caméra couleur de 10 mégapixels avec un champ de vue de 180°, une caméra destinée à l'observation de la Terre avec un champ de vue de 14°. L'énergie solaire est fournie par des panneaux solaires situés sur le corps du satellite et déployés en orbite.

## Déroulement de l'expérience
Trois satellites OCSD ont été lancés. Le premier, placé en orbite en octobre 2015, a été utilisé pour mettre au point certains composants. Les deux suivants placés en orbite en novembre 2017 ont permis d'atteindre un débit de 200 mégabits/seconde au cours de liaisons avec une station terrienne équipée d'un télescope ayant une ouverture de 30 centimètres.

## Perspectives
Il devrait être relativement simple d'accroitre le débit de ce type d'équipement pour atteindre 2,5 gigabits/seconde en effectuant des modifications relativement simple portant principalement sur le système du contrôle d'attitude du CubeSat. De telles performances permettraient d'envisager l'utilisation denanosatellites pour des applications comme l'imagerie radar ou hyperspectrale qui produit un volume de données incompatible avec les capacités des émetteurs radio embarqués sur ces satellites de petite taille. Ce type d'équipement permettrait également d'utiliser ces nano-satellites comme relais : une constellation de faible taille de ces satellites pourrait permettre de fournir des liaisons à faible latence et haut débit pour d'autres satellites circulant sur cette orbite.